# Cassiano Abranches
Cassiano dos Santos Abranches (Alvoco da Serra, Seia, 12 de Agosto de 1896 – Braga, 16 de Maio de 1983) foi professor e prefeito de estudos na Faculdade de Filosofia de Braga.